# Liste der Kulturgüter in Laupersdorf
Die Liste der Kulturgüter in Laupersdorf enthält alle Objekte in der Gemeinde Laupersdorf im Kanton Solothurn, die gemäss der Haager Konvention zum Schutz von Kulturgut bei bewaffneten Konflikten, dem Bundesgesetz vom 20. Juni 2014 über den Schutz der Kulturgüter bei bewaffneten Konflikten sowie der Verordnung vom 29. Oktober 2014 über den Schutz der Kulturgüter bei bewaffneten Konflikten unter Schutz stehen.
Objekte der Kategorie A sind im Gemeindegebiet nicht ausgewiesen, Objekte der Kategorie B sind vollständig in der Liste enthalten, Objekte der Kategorie C fehlen zurzeit (Stand: 1. Januar 2023).

## Kulturgüter
| Foto |                                                                              | Objekt                                            | Kat. | Typ | Standort                         | Beschreibung |
| ---- | ---------------------------------------------------------------------------- | ------------------------------------------------- | ---- | --- | -------------------------------- | ------------ |
| ja   | Datei hochladen · Wikidata zu Pfarrhaus / Kaplanei (Q29880920)               | Pfarrhaus / Kaplanei KGS-Nr.: 11170               | B    | G   | Oberdorf 53 616019 / 240605      |              |
| ja   | Datei hochladen · Wikidata zu Haus Brisenmatt und Nachbargebäude (Q29880919) | Haus Brisenmatt und Nachbargebäude KGS-Nr.: 11171 | B    | G   | Unterdorf 40, 42 616058 / 240389 |              |
| ja   | Datei hochladen · Wikidata zu Gasthof zum Storchen (Q29880918)               | Gasthof zum Storchen KGS-Nr.: 11172               | B    | G   | Thalstrasse 23 616151 / 240159   |              |
| ja   | Datei hochladen · Wikidata zu St. Jakobs-Kapelle (Q29880922)                 | St. Jakobs-Kapelle KGS-Nr.: 11173                 | B    | G   | Höngen 23 617819 / 241118        |              |
| ja   | Datei hochladen · Wikidata zu Waschhaus (Q29880924)                          | Waschhaus KGS-Nr.: 13979                          | B    | G   | Höngen 19 617805 / 241111        |              |